# Cenozoico
| Eón Eonotema | Era Eratema | Inicio (millones años) |
| ------------ | ----------- | ---------------------- |
| Fanerozoico  | Cenozoico   | 66                     |
| Fanerozoico  | Mesozoico   | 251,0 ±0,4             |
| Fanerozoico  | Paleozoico  | 542,0 ±1,0             |
| Proterozoico |             | 2500                   |
| Arcaico      | 4031 ±3     |                        |
| Hádico       | ca. 4570    |                        |

El Cenozoico (del griego καινός, kainos, 'nuevo' y ζωή, zoe, 'animal' o 'vida') es la tercera y última era y eratema del Fanerozoico en la escala temporal geológica. Comenzó hace 66 millones de años, sucediendo al Mesozoico y se extiende hasta la actualidad. Es la fusión de las antiguas eras Terciario y Cuaternario por la Comisión Internacional de Estratigrafía; Terciario es un término obsoleto y el Cuaternario es hoy un periodo y sistema que se incluye en el Cenozoico.
Durante el Cenozoico, la India colisionó con Asia hace 55-45 millones de años, y Arabia colisionó con Eurasia, cerrando el mar de Tetis, hace unos 35 millones de años. Como consecuencia de ello, se produce la gran orogenia alpina que formó las principales cordilleras del sur de Europa y Asia, como los Pirineos, Alpes e Himalayas. 
Al Cenozoico también se le llama la era de los mamíferos, animales que, al extinguirse los dinosaurios a finales del Cretácico, sufrieron una extraordinaria radiación adaptativa y pasaron a ser la fauna característica y dominante. Hace unos 30 millones de años surgieron los primeros primates superiores (los más primitivos estaban ya presentes hace más de 65 millones de años), aunque los  Homo sapiens no aparecieron hasta hace unos 300 000 años.

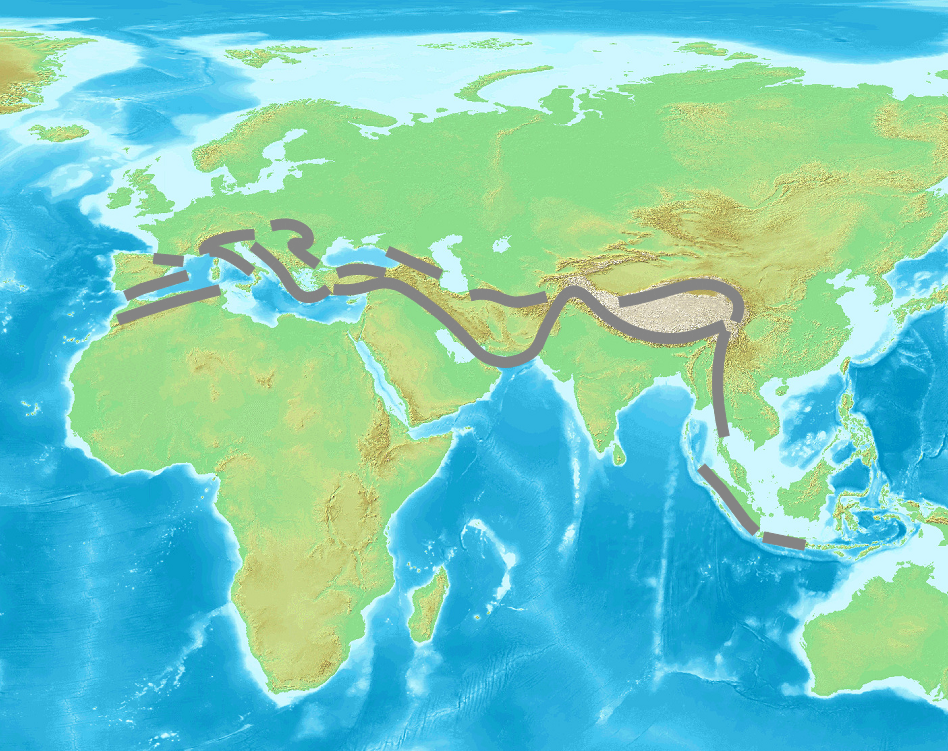
Orogenia alpina.

## Subdivisiones
El Cenozoico se divide en tres períodos: Paleógeno, Neógeno y Cuaternario; los cuales a su vez se dividen en épocas. El Paleógeno comprende las épocas Paleoceno, Eoceno y Oligoceno, el Neógeno comprende Mioceno, Plioceno, mientras que el Cuaternario comprende las épocas Pleistoceno y Holoceno, la última de las cuales está actualmente en curso. La antigua era  del Terciario comprendía Paleógeno y Neógeno.
| Era Eratema | Periodo Sistema | Periodo Sistema | Época Serie | Edad Piso                       | Eventos relevantes | Inicio, en millones de años |
| ----------- | --------------- | --------------- | ----------- | ------------------------------- | --- | --------------------------- |
| Cenozoico   | Cuaternario     | Cuaternario     | Holoceno    | Megalayense                     | Fin de la glaciación reciente y surgimiento de la civilización humana. | 0,0042                      |
| Cenozoico   | Cuaternario     | Cuaternario     | Holoceno    | Norgripiense                    | Fin de la glaciación reciente y surgimiento de la civilización humana. | 0,0082                      |
| Cenozoico   | Cuaternario     | Cuaternario     | Holoceno    | Groenlandiense                  | Fin de la glaciación reciente y surgimiento de la civilización humana. | 0,0117                      |
| Cenozoico   | Cuaternario     | Cuaternario     | Pleistoceno | Superior / Tardío (Tarantiense) | Florecimiento y posterior extinción de muchos grandes mamíferos (megafauna del Pleistoceno). Aparece Homo habilis y se desarrollan los humanos anatómicamente modernos. Da comienzo la reciente Edad de Hielo. | 0,129                       |
| Cenozoico   | Cuaternario     | Cuaternario     | Pleistoceno | Chibaniense                     | Florecimiento y posterior extinción de muchos grandes mamíferos (megafauna del Pleistoceno). Aparece Homo habilis y se desarrollan los humanos anatómicamente modernos. Da comienzo la reciente Edad de Hielo. | 0,774                       |
| Cenozoico   | Cuaternario     | Cuaternario     | Pleistoceno | Calabriense                     | Florecimiento y posterior extinción de muchos grandes mamíferos (megafauna del Pleistoceno). Aparece Homo habilis y se desarrollan los humanos anatómicamente modernos. Da comienzo la reciente Edad de Hielo. | 1,80                        |
| Cenozoico   | Cuaternario     | Cuaternario     | Pleistoceno | Gelasiense                      | Florecimiento y posterior extinción de muchos grandes mamíferos (megafauna del Pleistoceno). Aparece Homo habilis y se desarrollan los humanos anatómicamente modernos. Da comienzo la reciente Edad de Hielo. | 2,58                        |
| Cenozoico   | Neógeno         | Neógeno         | Plioceno    | Piacenziense                    | Clima frío y seco. Aparecen los Australopithecina, varios géneros de los mamíferos existentes y los moluscos recientes. Se forma el istmo de Panamá, provocando el Gran Intercambio Americano. | 3,600                       |
| Cenozoico   | Neógeno         | Neógeno         | Plioceno    | Zancliense                      | Clima frío y seco. Aparecen los Australopithecina, varios géneros de los mamíferos existentes y los moluscos recientes. Se forma el istmo de Panamá, provocando el Gran Intercambio Americano. | 5,333                       |
| Cenozoico   | Neógeno         | Neógeno         | Mioceno     | Messiniense                     | Clima moderado; orogenia en el hemisferio norte. Desecación del Mediterráneo en el Mesiniense. Se hacen reconocibles las familias de los mamíferos y aves modernos. Los caballos y los mastodontes se diversifican. Primeros bosques de Laminariales; la hierba se hace ubicua. Aparecen los primeros simios. | 7,246                       |
| Cenozoico   | Neógeno         | Neógeno         | Mioceno     | Tortoniense                     | Clima moderado; orogenia en el hemisferio norte. Desecación del Mediterráneo en el Mesiniense. Se hacen reconocibles las familias de los mamíferos y aves modernos. Los caballos y los mastodontes se diversifican. Primeros bosques de Laminariales; la hierba se hace ubicua. Aparecen los primeros simios. | 11,63                       |
| Cenozoico   | Neógeno         | Neógeno         | Mioceno     | Serravalliense                  | Clima moderado; orogenia en el hemisferio norte. Desecación del Mediterráneo en el Mesiniense. Se hacen reconocibles las familias de los mamíferos y aves modernos. Los caballos y los mastodontes se diversifican. Primeros bosques de Laminariales; la hierba se hace ubicua. Aparecen los primeros simios. | 13,82                       |
| Cenozoico   | Neógeno         | Neógeno         | Mioceno     | Langhiense                      | Clima moderado; orogenia en el hemisferio norte. Desecación del Mediterráneo en el Mesiniense. Se hacen reconocibles las familias de los mamíferos y aves modernos. Los caballos y los mastodontes se diversifican. Primeros bosques de Laminariales; la hierba se hace ubicua. Aparecen los primeros simios. | 15,98                       |
| Cenozoico   | Neógeno         | Neógeno         | Mioceno     | Burdigaliense                   | Clima moderado; orogenia en el hemisferio norte. Desecación del Mediterráneo en el Mesiniense. Se hacen reconocibles las familias de los mamíferos y aves modernos. Los caballos y los mastodontes se diversifican. Primeros bosques de Laminariales; la hierba se hace ubicua. Aparecen los primeros simios. | 20,45                       |
| Cenozoico   | Neógeno         | Neógeno         | Mioceno     | Aquitaniense                    | Clima moderado; orogenia en el hemisferio norte. Desecación del Mediterráneo en el Mesiniense. Se hacen reconocibles las familias de los mamíferos y aves modernos. Los caballos y los mastodontes se diversifican. Primeros bosques de Laminariales; la hierba se hace ubicua. Aparecen los primeros simios. | 23,04                       |
| Cenozoico   | Paleógeno       | Paleógeno       | Oligoceno   | Chattiense                      | Clima cálido; rápida evolución y diversificación de la fauna, especialmente mamíferos. Importante evolución y dispersión de modernos tipos de plantas con flor. Orogenia Alpina. Formación de la corriente Circumpolar Antártica y congelación de la Antártida. | 27,3                        |
| Cenozoico   | Paleógeno       | Paleógeno       | Oligoceno   | Rupeliense                      | Clima cálido; rápida evolución y diversificación de la fauna, especialmente mamíferos. Importante evolución y dispersión de modernos tipos de plantas con flor. Orogenia Alpina. Formación de la corriente Circumpolar Antártica y congelación de la Antártida. | 33,9                        |
| Cenozoico   | Paleógeno       | Paleógeno       | Eoceno      | Priaboniense                    | Extinción de final del Eoceno («Gran Ruptura» de Stehlin). Prosperan los mamíferos arcaicos (Creodonta, Condylarthra, Uintatheriidae, etc.) y continúan su desarrollo durante esta época. Aparición de varias familias "modernas" de mamíferos. Las ballenas primitivas se diversifican. Primeras hierbas. India colisiona con Asia. Máximo térmico del Paleoceno-Eoceno. Disminución del dióxido de carbono. Aparecen capas de hielo en la Antártida. | 37,71                       |
| Cenozoico   | Paleógeno       | Paleógeno       | Eoceno      | Bartoniense                     | Extinción de final del Eoceno («Gran Ruptura» de Stehlin). Prosperan los mamíferos arcaicos (Creodonta, Condylarthra, Uintatheriidae, etc.) y continúan su desarrollo durante esta época. Aparición de varias familias "modernas" de mamíferos. Las ballenas primitivas se diversifican. Primeras hierbas. India colisiona con Asia. Máximo térmico del Paleoceno-Eoceno. Disminución del dióxido de carbono. Aparecen capas de hielo en la Antártida. | 41,03                       |
| Cenozoico   | Paleógeno       | Paleógeno       | Eoceno      | Luteciense                      | Extinción de final del Eoceno («Gran Ruptura» de Stehlin). Prosperan los mamíferos arcaicos (Creodonta, Condylarthra, Uintatheriidae, etc.) y continúan su desarrollo durante esta época. Aparición de varias familias "modernas" de mamíferos. Las ballenas primitivas se diversifican. Primeras hierbas. India colisiona con Asia. Máximo térmico del Paleoceno-Eoceno. Disminución del dióxido de carbono. Aparecen capas de hielo en la Antártida. | 48,07                       |
| Cenozoico   | Paleógeno       | Paleógeno       | Eoceno      | Ypresiense                      | Extinción de final del Eoceno («Gran Ruptura» de Stehlin). Prosperan los mamíferos arcaicos (Creodonta, Condylarthra, Uintatheriidae, etc.) y continúan su desarrollo durante esta época. Aparición de varias familias "modernas" de mamíferos. Las ballenas primitivas se diversifican. Primeras hierbas. India colisiona con Asia. Máximo térmico del Paleoceno-Eoceno. Disminución del dióxido de carbono. Aparecen capas de hielo en la Antártida. | 56,00                       |
| Cenozoico   | Paleógeno       | Paleógeno       | Paleoceno   | Thanetiense                     | Clima tropical. Aparecen las plantas modernas; los mamíferos se diversifican en varios linajes primitivos tras el evento de extinción masiva del Cretácico-Paleógeno. Primeros mamíferos grandes (osos y pequeños hipopótamos). | 59,24                       |
| Cenozoico   | Paleógeno       | Paleógeno       | Paleoceno   | Selandiense                     | Clima tropical. Aparecen las plantas modernas; los mamíferos se diversifican en varios linajes primitivos tras el evento de extinción masiva del Cretácico-Paleógeno. Primeros mamíferos grandes (osos y pequeños hipopótamos). | 61,66                       |
| Cenozoico   | Paleógeno       | Paleógeno       | Paleoceno   | Daniense                        | Clima tropical. Aparecen las plantas modernas; los mamíferos se diversifican en varios linajes primitivos tras el evento de extinción masiva del Cretácico-Paleógeno. Primeros mamíferos grandes (osos y pequeños hipopótamos). | 66,00                       |

## Tectónica

Desplazamiento de los continentes.

Geológicamente, el Cenozoico es la época en que los continentes se trasladaron a sus posiciones actuales. Australia-Nueva Guinea se separaron de Gondwana y derivaron al norte y se acercaron al Sureste de Asia. La Antártida se trasladó a su actual emplazamiento sobre el Polo Sur. El océano Atlántico se ensanchó, y más tarde, Sudamérica se unió a Norteamérica con la formación del istmo de Panamá.
La India colisionó con Asia hace 55-45 millones de años, comenzando con la formación del Himalaya. Al mismo tiempo, Arabia colisionó con Eurasia, cerrando el mar de Tetis hace unos 35 millones de años. Como consecuencia de ello, se produjo la Orogenia Alpina que formó las principales cadenas montañosas del sur de Europa y Asia, comenzando en el Atlántico, pasando por el Mediterráneo y el Himalaya y terminando en las islas de Java y Sumatra. En concreto, se formaron de oeste a este: Atlas, Cordilleras Béticas , Sierra Nevada (España), Pirineos, Alpes, Alpes Dináricos, Pindo, Balcanes, Montes Tauro, Cáucaso, Montes Elburz, Zagros, Hindu Kush, Cordillera del Pamir, Karakórum e Himalaya. En la actualidad, el proceso aún continúa en algunas zonas.[cita requerida]

## Clima

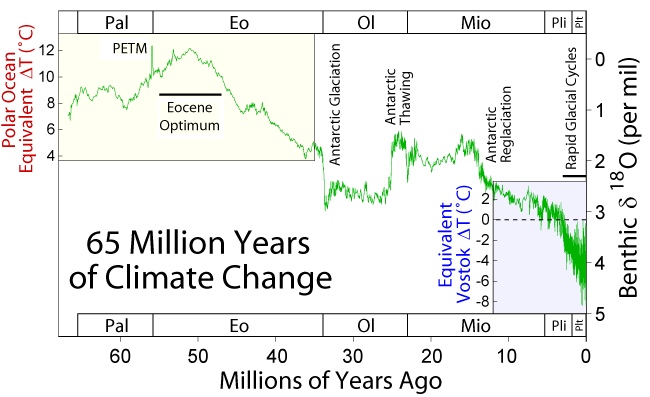
Cambio climático en los últimos 65 millones de años en a base medidas del isótopo ^{18}O. El clima actual (a la derecha) es más frío que a principios del Cenozoico (izquierda).

El Cenozoico ha sido un período de enfriamiento a largo plazo. A principio del Cenozoico, las partículas eyectadas por el impacto del límite K/T bloquearon la radiación solar. Después de la creación tectónica del Pasaje de Drake, cuando Australia se separó completamente de la Antártida durante el Oligoceno, el clima se enfrió considerablemente debido a la aparición de la Corriente Circumpolar Antártica que produjo un gran enfriamiento del océano Antártico.
En el Mioceno se produjo un ligero calentamiento debido a la liberación de los hidratos que desprendieron dióxido de carbono. Cuando Suramérica se unió a Norteamérica por la creación del Istmo de Panamá, la región del Ártico se enfría debido al fortalecimiento de las corrientes de corriente del Perú y del Golfo, llevando al último máximo glacial.

## Biología
Al final del período Cretácico se produjo la extinción masiva del Cretácico-Terciario, que incluyó a los dinosaurios no aviares y a la gran mayoría de las especies vivientes. La teoría más aceptada por los científicos señala como detonante el impacto de un meteorito de gigantescas dimensiones. La gran explosión generada en su impacto, habría levantado grandes cantidades de polvo al aire, impidiendo que la luz solar llegara hasta las plantas, reduciéndolas en cantidad y generando con ello un desequilibrio en la cadena alimenticia (planta – herbívoro – carnívoro); como resultado se extinguió un 75 % de la vida en la Tierra. La desaparición de los grandes reptiles dio paso al Cenozoico. Actualmente, se sospecha que la emisión de gases tóxicos debidos al vulcanismo de las Traps del Decán en la India pudo haber contribuido también a esta extinción.
Durante esta era, los mamíferos, aprovechando el vacío dejado por los saurios y dinosaurios, se multiplicaron y diversificaron, imponiendo su dominio sobre el resto de vertebrados. De las 10 familias que existían al iniciarse la primera época del Cenozoico, el Paleoceno, se pasó a casi 80 en el Eoceno —tras sólo 10 millones de años de evolución—. Muchas familias de mamíferos modernos, por su parte, datan del Oligoceno —es decir, de hace entre 35 y 24 millones de años— y fue en el Mioceno —hace entre 24 y 5 millones de años— cuando se registró la mayor diversidad de especies. En este último período aparecieron los primeros y más primitivos Hominoidea, como los Proconsul, Dryopithecus y Ramapithecus. A partir del Mioceno el número de mamíferos empezó a declinar y, como consecuencia de los profundos cambios climáticos que se produjeron durante el Plioceno, hace unos 2 millones de años, muchas especies desaparecieron. En ese momento estaba a punto de iniciarse la Edad del Hielo —dentro del Pleistoceno— en la que un primate muy avanzado iba a imponer su reinado: el género Homo.